# Пешадија Војске Србије
Пешадија је најмасовнији, универзалан род Војске Србије.

### Организација и структура
У формацији Војске Србије пешадијске јединице се налазе у оквиру вида Копнене војске. Сваки бригада има по два пешадијска батаљона, а изузетак је била 1. бригада копнене војске која у својој формацији имала само један пешадијски батаљон до формирања 2019. године и другог, 111. пешадијског батаљона

#### Пешадијски батаљони у бригадама Копнене војске
- 11. Пешадијски батаљон
- 111. Пешадијски батаљон
- 21. Пешадијски батаљон
- 22. Пешадијски батаљон
- 31. Пешадијски батаљон
- 32. Пешадијски батаљон
- 41. Пешадијски батаљон
- 42. Пешадијски батаљон

### Задаци
Као основни носилац разноврсних борбених дејстава, у садејству са осталим родовима и видовима, или уз њихову подршку, одржава интензитет оружане борбе на целом ратишту и у најтежим условима агресије.

### Обука
Основна обука војника рода пешадија, I фаза I периода обуке, спроводи се у три центра за обуку Команде за обуку Војске Србије.
Стручна специјалистичка обука за војноевиденционе специјалности рода пешадија, II фаза I периода обуке, изводи се у Центру за обуку Копнене војске (КоВ) и то за војнике свих 14 специјалности рода пешадије.
Због масовности рода пешадије, стручноспецијалистичка обука војника-стрелаца се поред Центра за обуку КоВ спроводи и у три центра за обуку.
Даљу обуку војници рода пешадије настављају у јединицама у којима су распоређени након стручноспецијалистичке обуке.
Подофицири се обучавају и стручно усавршавају у Центру за обуку и усавршавање подофицира.
Официри рода пешадије образују се на Војној академији кроз студијски програм менаџмента у одбрани на изборном подручју - модулу пешадија у трајању од четири године.

### Наоружање и опрема

#### Стрељачко наоружање
- Пиштољ 9mm ЦЗ99
- Аутоматски пиштољ 7.65mm M84
- Аутоматска пушка 7.62mm M70A/M70B1
- Аутоматска пушка 5.56mm M21С
- Хеклер и Кох МП5
- Далекодометни снајпер 12.7mm М93 Црна Стрела
- Застава М93 (БГА)
- Снајперска пушка 7.9mm M76
- Снајперска пушка 7.62mm M91
- Аутоматска пушка M85
- Аутоматска пушка M90
- Аутоматска пушка M77
- Пушкомитраљез 7.62mm M72
- Митраљез 7.62mm M84
- Митраљез 12.7mm M87

#### Минобацачи
- Минобацач М74 120mm
- Минобацач М75 120mm

#### Против-оклопни ракетни системи
- Бумбар
- 9М14 Маљутка
- 9К111 Фагот
- М-79 Оса
- М-80 Зоља
- М90 Стршљен

#### Униформе
- униформа М-10
- униформа М-93

#### Средства заштите
- шлем М-97 С/П "Миле Драгић"
- борбени прслук М-99 "Миле Драгић"
- заштитна маска М2Ф "Трајал"
- заштитна маска М2ФВ "Трајал"
- заштитна маска М3 "Трајал"

### Дан пешадије
Као војни празник у Војсци Србије обележава се 16. новембар - Дан пешадије.
Тог дана 1914. године почела је Колубарска битка, у којој је учествовало 11 пешадијских и 1 коњичка дивизија Српске војске.
Овај датум се обележава истовремено и као Дан Центра за обуку копнене војске.

### Историјат
Пешадија као најстарији род вуче корене још из периода Средњег века.

#### Устаничка пешадија
У модернијој историји Србије, током устанка када је започет процес обнављања српске државности и успостављена прва организована оружана сила, Српска устаничка војска делила се на три рода, пешадију, коњицу и артиљерију. Пешадија је била најбројнија и представљала је главну ударну снагу. У почетку устаници су били наоружани скромним пољопривредним алатом попут секира и коса. Ватрено оружје имали су само војводе и њихова пратња. Напретком устанка долази и до масовнијег наоружавања устаника, па су пешаци имали дуге пушке кремењаче са по једним или два пиштоља и јатаганом. Обуку војске у почетку устанка изводили су старешине из Кочине крајине и Мустафа-пашине војске, а касније и српски официри пребегли из Аустрије као и Руси. Главни наставници пешадијске обуке били су Прока Славонац из Пакраца, Мијаило Ђуковић и његов ађутант Јаков Јакшић, Ђорђе Симић, Коста Глигорић, Мијајло Костић, П. Зрнић и Димитрије Симоновић, сви из Војне границе са рангом капетана и звањем егзерцир-мајстора. Мијаило Ђуковић је сматран најстаријим међу егзерцир-мајсторима.
Карађорђе средином децембра 1808. године на основу решења Правитељствујушчег совјета заповедио нахијским старешинама да од 3. јануара 1809. године оснују једну до две компаније регуларне војске, зависно од броја становника у нахији. Регулаши је, према вождовој замисли, требало да послуже као пример народној војсци. Оснивању регуларне војске велики допринос дао је и руски поручник Илија Угричић Требињски Новокрштени, узевши учешће у обучавању регулаша у Београду.
Са стварањем регуларне војске уводи се и прва војна униформа. Официри, као и тобџије, добошари и сигналисти су имали руску униформу како у регуларној тако и у народној војсци. Пешаци редовне војске били су обучени у униформу скројену према народној ношњи. На глави су имали црне клобуке са подбрадником од црног каиша са мало узаном надстрешницом и тробојном ружицом. За лето је сваки војник имао од црног сукна јелек-грудњак и до испод кукова кратко позатегнуто гуњче са рукавима, кошуљу и гаће од јаког платна, доколенице од белог сукна са чарапама исплетеним од подебелог вуненог плетива и опанке на ногама. За зиму је сваки војник имао панталоне од црног сукна и дугачки гуњ до колена.
Војник је био наоружан пушком са бајонетом, преко рамена носио је два црна каиша, и о једном је висио патронаш, а о другом војнички нож. Имао је још и струнену торбу са упртима у којој је носио преобуку, храну и остале војничке потребе.

#### Пешадија у Кнежевини и Краљевини Србији
Прве Српске војне јединице након Другог српског устанка основане су крајем фебруара 1825. године. 1. маја исте године у Кнежевини Србији стајаћа војска је бројала укупно 1.147 војника у 12 чета (кумпанија) распоређених по нахијама. Стајаћа војска је названа уписним пандурима, како њено формирање не би привукло пажњу Турске.
Након хатишерифа из 1830. године кнез Милош наставља са изградњом војске. Већ 1832. године Србија има два пешадијска батаљона са укупно 8 пешадијских чета. Војска тада броји укупно 2.417 људи, од чега 1.830 пешака. Формација, као и гарнизони нису били стални, и често су мењани по кнежевом нахођењу. Пешадијска гарда, претеча данашње Гарде Војске Србије, основана је у мају 1830. године.
Упоредно са стајаћом војском, развијана је и народна војска, као главнина српске националне оружане силе, која се дизала по нахијама и кнежинама.
Током Хусеин-бегове буне у Босни Србија мобилише војску од 18.000 пешака и 2.000 коњаника.
Након абдицирања кнеза Милоша 1839. године, и смрти његовог сина Милана исте године, на престо долази Карађорђев син, Александар Карађорђевић који влада до 1858. године са Уставобранитељима. Уставобранитељи су одмах распустили стајаћу војску. Према војном закону из 1839. године, војску чине 4 батаљона, по 4 чете јачине 243 човека. У овом периоду војска је под управом Министарства унутрашњих дела.
Први и други пешадијски батаљон 30. новембра 1845. године добијају своје заставе и дипломе уз њих.
Из бојазни од окупације Аустрије, Кнежевина Србија се припрема за рат, те је утврђено да се може подићи 94.000 припадника народне војске.
У време када се већина армија преоријентисала на модерније спреда пунеће пушке "каписларе", Кнежевина Србија располаже са 15.000 глаткоцевних државних "кремењача".
Покушај набавке 2.000-3.000 модерних карабина из Француске 1852. године није реализован због ембарга великих сила. Године 1856. уговорена је набавка 10.000 мускета произведених у Белгији. До краја 1858. године Србији је испоручено тек 8.316 пушака, док је Аустрија запленила 774 пушке у Земуну. Није испоручено 910 пушака, као и остало артиљеријско и коњичко наоружање. Квантитет набављених пушака М.1856 није задовољавао потребе Српске војске. Из тог разлога одлучено је да се конвертују "кремењаче" на "каписларе".
По повратку на престо 1858. године, кнез Милош изузима војску из министарства унутрашњих дела и ставља је под своју директну команду. Војска је повећана бројчано, са 2.529 на 3.529 људи, а пешадијску компоненту чини један пук јачине 4 батаљона. Кнеза Милоша наслеђује кнез Михаило који започиње модернизацију војске. Иницијатор модернизације је француски пуковник Иполит Монден који је од 1861. године на челу Главне војне управе, која од 1862. године постаје Министарство воено. У том периоду се устројава и Народна војска, у којој су сви Срби старости од 20 до 50 година, изузев свештеника и физички неспособних. Народна војска броји 17 пукова, у сваком политичком округу по један. Пукови се деле на батаљоне, по један у сваком срезу (укупно 62 батаљона), а они на чете по општинама. Реално стање на терену је било да народна војска постоји само на папиру, није имала увежбано људство ни исправно наоружање. У наредном периоду држава финансира наоружавање народне војске. Било је предвиђено да се у оквиру народне војске нађе 200.000 људи под оружјем, а Кнежевина Србија је у том периоду располагала само са 20.000 пушака "капислара", од чега већина старих преправљених кремењача, а око 8.000 модерних "белгијанки". Зато је 1862. године из Русије купљено 36.200 глаткоцевних перкусионих пушака М.1845 и 3.000 жлебљених "капислара" М.1854. Застареле пушке М.1845 из периода Кримског рата нису задовољиле потребе Српске војске, па су олучене у крагујевачкој Пушкарници. Из Аустрије је 1866. године увезено 27.000 перкусионих ожлебљених "спредњача" система Лоренц М.1854 првобитно намењених тржишту Северне Америке, а 1867. канцелар Бизмарк одобрава набавку 28.000 саксонских "капислара" М.1850/56, исто намењених Америчком тржишту. Ове набавке погодио је престанак грађанског рата у Северној Америци.
Под кнезом Миланом, који је наследио убијеног кнеза Михаила, систематизована је и уређена војна хијерархија. Устројени су главна - дивизијска команда целокупне стајаће војске и команде родова. Пешадија је устројена у Пешадијску бригадну команду, коју су чинили 1. и 2. пешадијски пук од по два батаљона.
У Први српско-турски рат 1876. године Кнежевина Србија улази потпуно неспремна, са застарелим наоружањем. Мобилисано је око 100.000 људи, 158 батаљона I и II класе, 18 батаљона III класе, 18 ескадрона, 44 батерије са око 210 оруђа, 6 пионирских батаљона, 6 болничких чета. Насупрот слабо наоружаној Српској војсци, Турска је имала добро наоружану војску са модерним пушкама и топовима. Први српско-турски рат осуђен на пораз због низа неповољних околности, завршен је је миром. Србија је претрпела око 2.000 губитака. За разлику од првог, Други српско-турски рат је поред сличних губитака имао повољнији исход. Војска је реорганизована од стране министра војног, пуковника Сава Грујића у пет корпуса. Војска улази у рат са јачином од 89.000 војника и 232 топа. Током 1877. године у Аустрији је набављено и 6.000 стандардних пешадијских пушака 14,8 mm M.1870. Након овог рата Кнежевина Србија стиче територијално проширење и независност од Турске.
По стицању независности извршена је реформа са циљем јачања војске, поготову стајаће. Формирана је Дивизија од Пешадијске бригаде (два пука по 5 батаљона), Артиљеријске бригаде (4 пука по 2 дивизиона по 4 батерије), Инжињеријског пука (по један пионирски и понтонирски батаљон), Коњичког пука (4 ескадрона). Народна војска, подељена на I и II класу, формирана је у 4 корпуса (Шумадијски, Моравски, Тимочки, Дрински) од по 2 дивизије. Артиљеријска школа претворена је у Војну академију, а 1881. формиран је 3. пешадијски пук и одобрен кредит од 6 милиона динара за набавку 100.000 једнометних пушака Mauser-Koka M.80 калибра 10,15 mm. Главни генералштаб формиран је 1876, као орган Министра војног по грани командовања који се у рату претварао у Врховну команду.
Године 1882. проглашењем кнеза Милана за краља, Србије постаје краљевина. Законом о устројству војске од јануара 1883. године укинута је народна војска, и војска је подељена на три позива. Исте године спроведено је разоружање народне војске, што изазива велико незадовољство у народу, поготову у источној Србији где избија и Тимочка буна.
Својевољом краља Милана Србија улази у беспотребан рат са уједињеном Бугарском 1885. године који губи.
Када је краљ Милан 1889. абдицирао у корист свог малолетног сина Александра, развој војске је за тренутак застао. У том периоду гради се велико незадовољство у војсци које ескалира атентатом на младог краља Александра и краљицу Драгу, који су извели официри окупљени око завереничке групе Црна рука. Након преврата на престо се враћа династија Карађорђевић са краљем Петром I. То представља преломни тренутак у унутрашњој и спољној политици Србије. Истовремено пропада Турско царство на југу, а расту тензије са Аустроугарском на северу. И поред великих проблема у самој војсци насталих након преврата, спроводе се припреме за предстојеће Балканске ратове.

#### Балкански ратови и Први светски рат
Српска војска је у Први балкански рат ушла са следећим пешадијским наоружањем:
- 195.671 брзометних "маузерки" 7 mm (M.99, М.99/07, М.80/07, М.10),
- 23.655 једнометних "кокинки" 10.15 mm М.18,
- 9757 брзометних маузерових карабина 7 mm М.08,
- 52.859 једнометних "берданки" No.2 M.70 калибра 10,67 mm и
- 250 митраљеза 7 mm Максим М.09.[9]

У току Првог светског рата, 1914.1918 године, Српска војска је имала укупно 3.712 активних официра, од чега је највећи број био пешадијских, 2.361. Резервни официрски кор бројао је 6.725 људи, од чега је било 5.292 пешадијских резервних официра.
Оперативна војска коју су сачињавали I и II позив у свом саставу имала је 11 пешадијских дивизија, шест I и пет II позива. У саставу дивизије I позива улазила су четири пешадијска пука са укупно 16 батаљона, и по један пољски артиљеријски и коњички пук. Формацијска бројна стања у пешадијским пуковима I позива износила су од 4.421 до 4.453 човека.
Дивизије II позива у свом саставу су имале три пешадијска пука са укупно 12 батаљона, један пољски артиљеријски дивизион и један коњички дивизион.
Дивизије су биле распоређене у три армије и Ужичку војску.
У том саставу Српска војска води успешно води у прве три аустроугарска офанзива на Србију. Извојеване су победе у Церској, Дринској и Колубарској бици. Губици након операција 1914. године су износили укупно 163.546 људи, од чега 22.247 погинулих, 95.695 рањених, 418 контузованих и 45.159 несталих, углавном заробљених, официра, подофицира и војника.
У току 1915. формиране су још две дивизије, Брегалничка и Вардарска, па је Српска војска у свом формацијском саставу у време тројне аустро-угарско-бугарско-немачке офанзиве у јесен 1915. године имала 13 пешадијских и једну коњичку дивизију. У том периоду су претрпљени и највећи губици, нарочито након одступања војске преко Црне Горе и Албаније у зиму 1915. и 1916. године. Тада је заробљено око 170.000 официра, подофицира и војника, а број умрлих и рањених припадника Српске војске износио је око 94.000.
Након повлачења војске у Грчку због огромних губитака извршена је реорганизација од 27. фебруара 1916. Формација је била слабије јачине него 1914. године.
Пешадијска дивизија је у свом саставу имала две пешадијске бригаде са по два пука, сваки пук по три батаљона, а сваки батаљон по три чете и једно митраљеско одељење са четири митраљеза. Већ крајем децембра 1916. године долази до нове реорганизације због великих губитака и немогућности допуне. Расформирани су у свим дивизијама четврти пешадијски пукови, штабови других бригада и добровољачки одреди. Расформирана је и 3. армија, а њене дивизије и остале јединице потчињене су 1. армији.
Крајем јуна 1918. године Српска војска на Солунском фронту имала је у свом саставу 57 батаљона пешадије и један батаљон коњичке пешадије. Након пробоја Солунског фронта Српска војска ослобађа Србију али и територију будуће државе Јужних Словена.
Пешадијско наоружање у првом светском рату је било веома разнолико. Трупе су у јуну 1914. године располагале са:
- 131.392 "маузерки" 7 mm,
- 4.099 "кокинки",
- 19.422 "берданки",
- 4.684 турске брзометке система Маузер 7.65 mm M.90, M.93 и М.03 заплењених у Првом балканском рату,
- 1893 руске брзометке Мосин-Наган 7.62 mm М.1891,
- 6218 карабина Маузер М.08 и
- 108 митраљеза 7 mm Максим М.09.

Из Русије као помоћ стиже још 120.000 "трехљинејки" 1. августа 1914. године.
Након операција 1914—1915. године и трагичне голготе при преласку Албаније, у Грчку је пренето само 50.000 пушака и 1.700 карабина, од чега само 20.000 система Маузер. Француска испоручује Српској војсци као помоћ до 1. октобра 1916. године следеће пешадијско наоружање:
- 106.000 пешадијских пушака "Лебел-Бертије" 8mm M.07/15,
- 1.000 коњичких мускетона "Лебел-Бертије" 8mm M.1892,
- 100.000 пушака система "Гра" 8mm M.1874/1880, М.1914,
- 5.000 пиштоља "Руби" и "Аксион" 7.65 mm M.1915,
- 360 сигналних пиштоља "Вери" М.1914,
- 100 пушака - лансера сигналних ракета М.1916 и
- 334 митраљеза "Сент Ејтен" 8mm M.1907.

Почетком 1917. године је накнадно достављено и 1962 пушкомитраљеза "Шоша" 8mm M.1915.
На Солунском фронту замењене су маслинасто-зелене униформе М.1908 оронуле током исцрпљујућег преласка Албаније. Нове униформе су исто набављене од савезника, те се уводе француске униформе М.1915 "хоризонт-плаве" боје, такође и униформе Француске колонијалне војске у Африци М.1915 каки боје и британска униформа М.1902. Уводе се као нови део униформе и француски шлемови М.1915 са српским грбом. Припадници Српског добровољачког корпуса носе руске униформе.
Иако је ново наоружање добијено од савезника по тактичко-техничким перформансама било лошије од оног са којим је Српска војска ушла у рад 1914. године, она је извојевала низ сјајних победа, успешно окончавши мисију коначног ослобођења и уједињења.